# Noms de la Pologne
 (février 2025).
Si vous disposez d'ouvrages ou d'articles de référence ou si vous connaissez des sites web de qualité traitant du thème abordé ici, merci de compléter l'article en donnant les références utiles à sa vérifiabilité et en les liant à la section « Notes et références ».
En pratique : Quelles sources sont attendues ? Comment ajouter mes sources ?

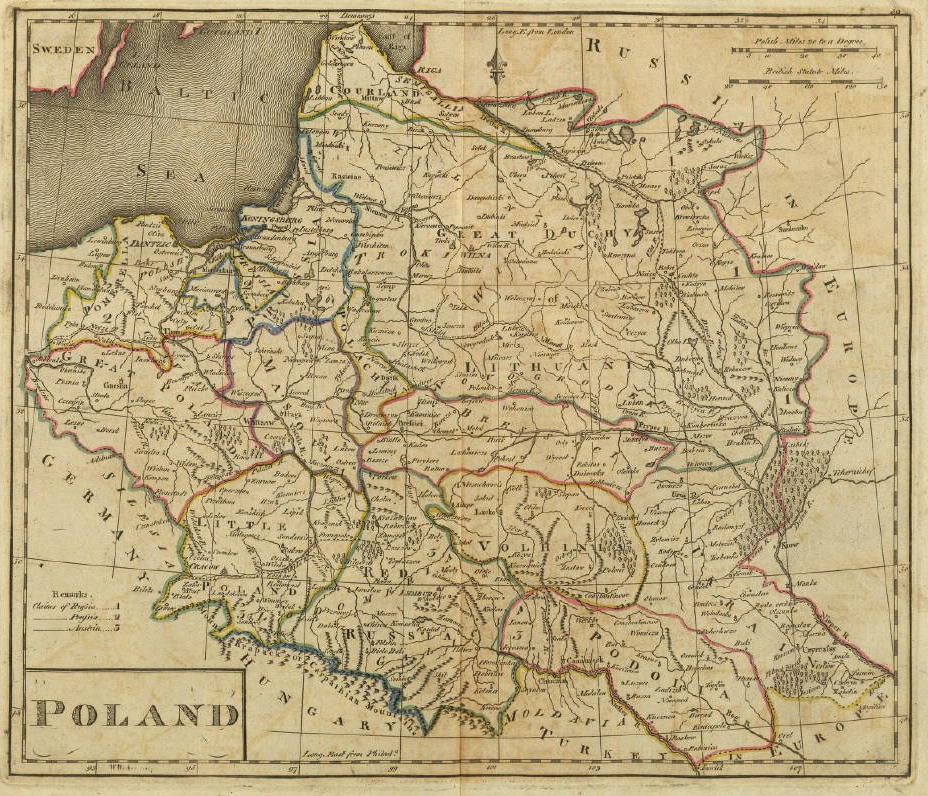
Une carte du XVIIIe siècle intitulée Poland (« la Pologne »).

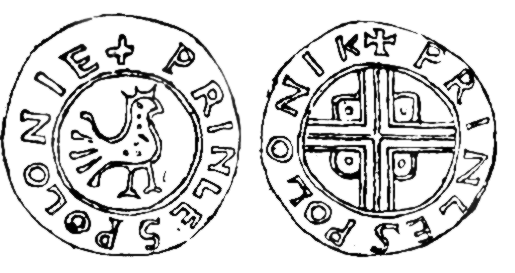
Denier du XIe siècle portant le nom latin Polonie.

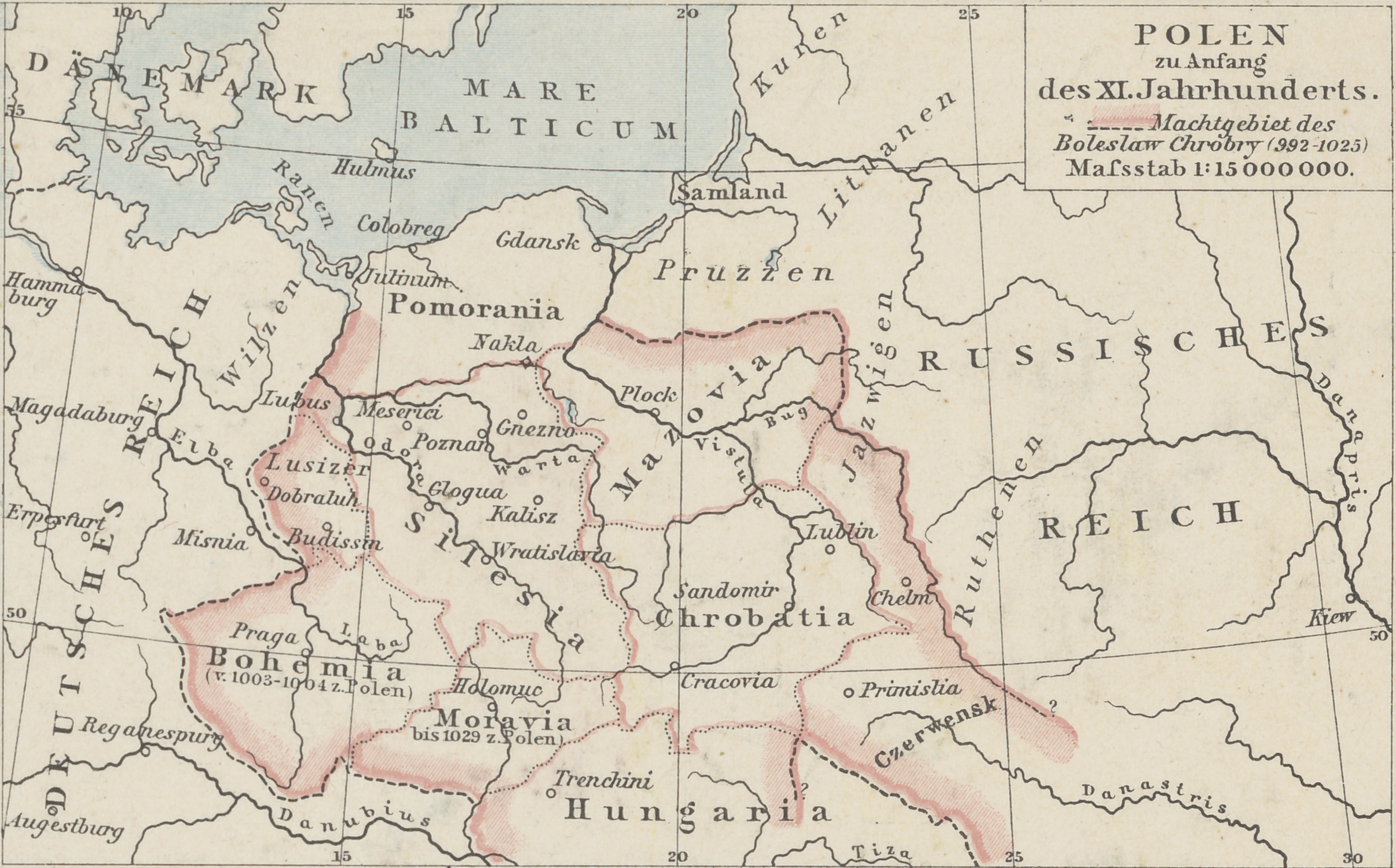
La Pologne du XIe siècle sous le règne de Boleslas Ier le Brave.

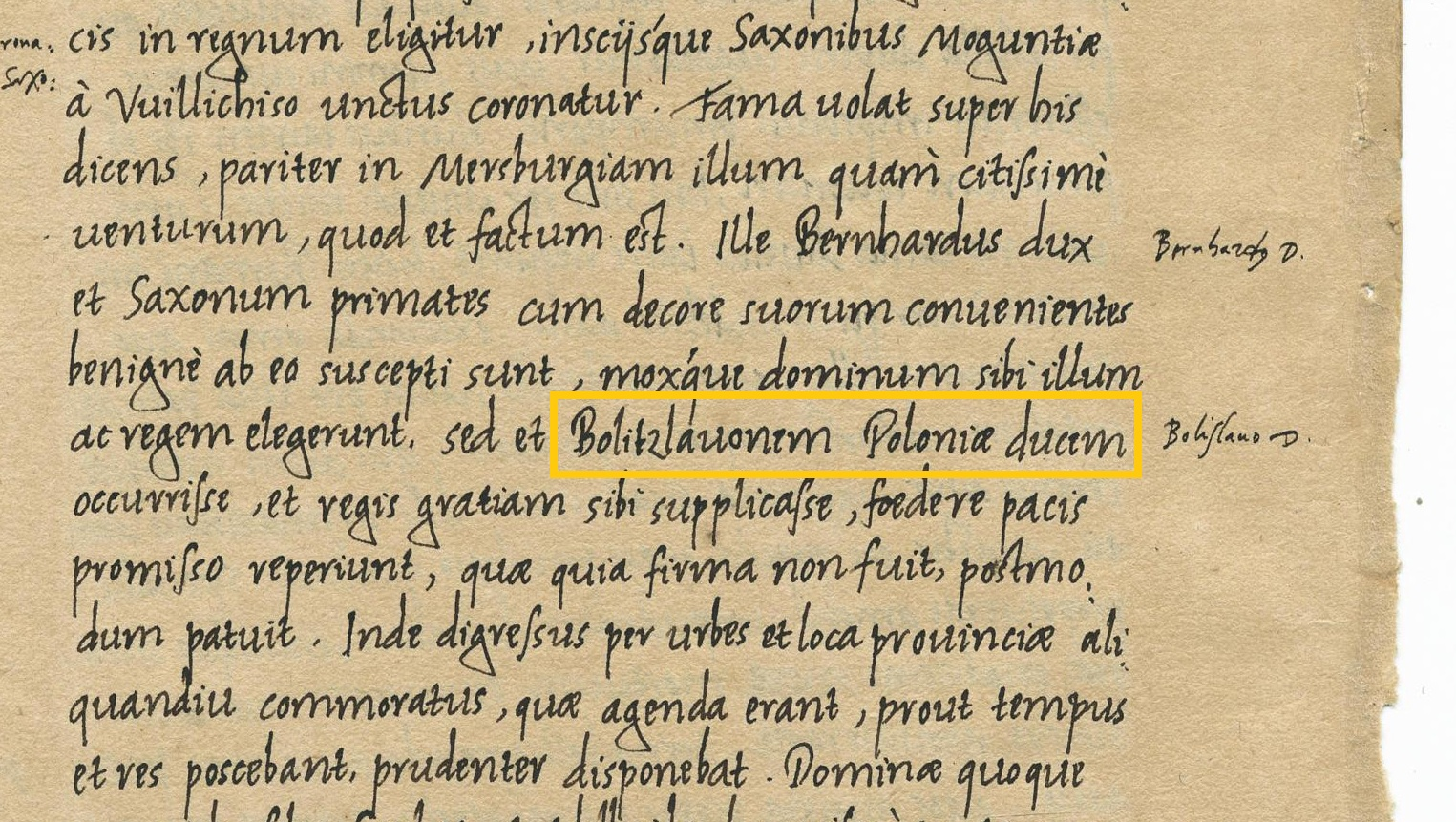
Le nom Polonia dans les Annales de Quedlinbourg (XIe siècle).

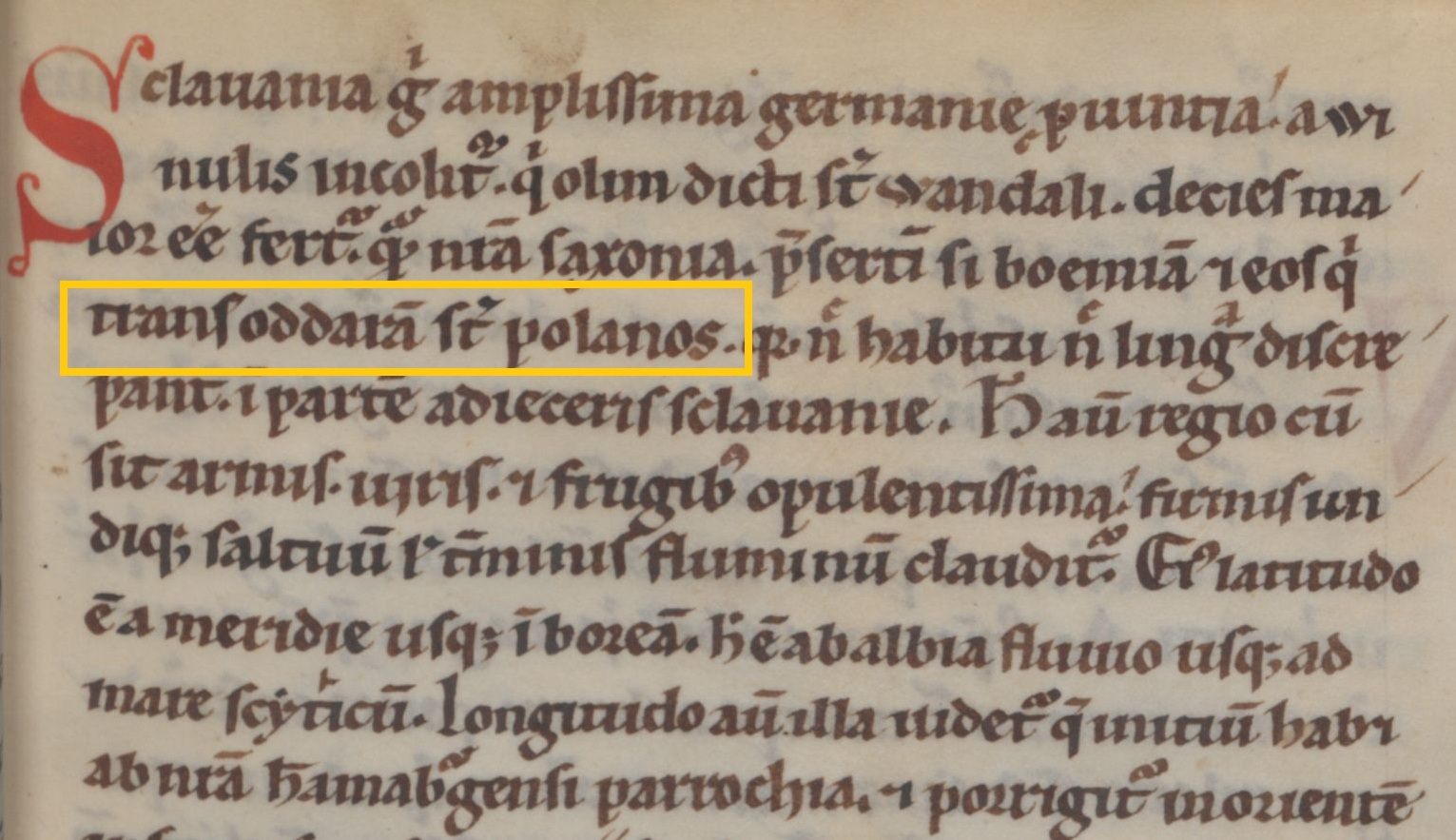
La Gesta Hammaburgensis ecclesiae pontificum d'Adam de Brême (XIe siècle) note que « trans Oddaram sunt Polanos ».

Les ethnonymes des Polonais (peuple) et de la Pologne (leur pays) comprennent des endonymes (la façon dont les Polonais se réfèrent à eux-mêmes et à leur pays) et des exonymes (la façon dont d'autres peuples se réfèrent aux Polonais et à leur pays). Les endonymes et la plupart des exonymes référant aux Polonais et à la Pologne dérivent du nom de la tribu slave occidentale des Polanes (Polanie), tandis que dans certaines langues, les exonymes de la Pologne dérivent du nom d'une autre tribu – les Lendiens (Lędzianie).

## Endonymes
Les endonymes polonais pour un Polonais sont Polak (masculin) et Polka (féminin), Polki étant la forme plurielle féminine et Polacy étant la forme plurielle globale. L'adjectif « polonais » se traduit en polonais par polski (masculin), polska (féminin) et polskie (neutre). Le nom polonais commun de la Pologne est Polska. Ce dernier mot polonais est une forme adjectivale qui s'est développée en un nom substantif, provenant probablement de l'expression polska ziemia, qui signifie « terre polonaise ».

### Rzeczpospolita
Le nom officiel complet de l'État polonais est Rzeczpospolita Polska, ce qui signifie « République de Pologne ». Le mot rzeczpospolita est utilisé en Pologne depuis au moins le XVIe siècle. À l’origine, il s’agissait d’un terme générique utilisé pour désigner tout État doté d’un gouvernement républicain ou d’une forme similaire. Aujourd’hui, cependant, le mot est utilisé presque exclusivement en référence à l’État polonais. En polonais moderne, toute autre république que la Pologne est appelée republika.

### Étymologie
On suppose souvent que le nom de la Pologne dérive de celui des Polanes (Polanie), une tribu slave occidentale qui habitait les territoires de l'actuelle Pologne aux IXe et Xe siècles — lequel dérive lui-même du proto-slave et du proto-indo-européen, vraisemblablement du terme pole, qui signifie « champ » en polonais.
De nombreuses tribus anciennes d’Europe tiraient leur nom de la nature du territoire qu’elles habitaient. Gervais de Tilbury écrit dans son Otia Imperialia (« Loisirs pour un empereur », 1211) : Inter Alpes Huniae et Oceanum est Polonia, sic dicta in eorum idiomate quasi Campania. (« Entre les Alpes hunniques et l'Océan se trouve la Pologne, appelée ainsi « campagne » dans leur idiome. ») Les Polonais ont peut-être utilisé Polska pour décrire leur propre territoire dans le bassin de la Warta. Au cours du Xe siècle, ils réussirent à soumettre et à unifier les tribus slaves entre l'Oder et le Bug en un seul État féodal et, au début du XIe siècle, le nom de Polska fut étendu à l'ensemble du territoire ethniquement polonais. Les terres habitées à l'origine par les Polonais devinrent connues sous le nom de Staropolska, ou « Vieille Pologne », puis Wielkopolska, ou « Grande Pologne », tandis que les terres conquises vers la fin du Xe siècle, patrie des Vislanes ( Wiślanie ) et des Lendiens, devinrent connues sous le nom de Małopolska, ou « Petite Pologne ».
Dans la littérature polonaise, la Pologne est parfois appelée Lechia, un terme dérivé du nom de Lech, le fondateur légendaire de la Pologne. Aux XVIIe et XVIIIe siècles, les nobles polonais se désignaient eux-mêmes sous le terme de Sarmaci (« les Sarmates » ; voir Sarmatisme).

### La «Pologne» dans les sources littéraires européennes
La première mention enregistrée de la « Pologne » se trouve dans un texte latin écrit en 1003 et intitulé Annales Hildesheimenses : Heinricus Berthaldi comitis filius, et Bruno frater regis, et ambo Bolizavones, Polianicus vide licet ac Boemicus, a rege infideliter maiestatis rei deficient. Soit : « Henri, fils de Berthold, et Bruno, frère du roi, et les deux Boleslaw, le polonais et le tchèque, quittèrent le cercle des amis de l'Empereur ».

## Lechia

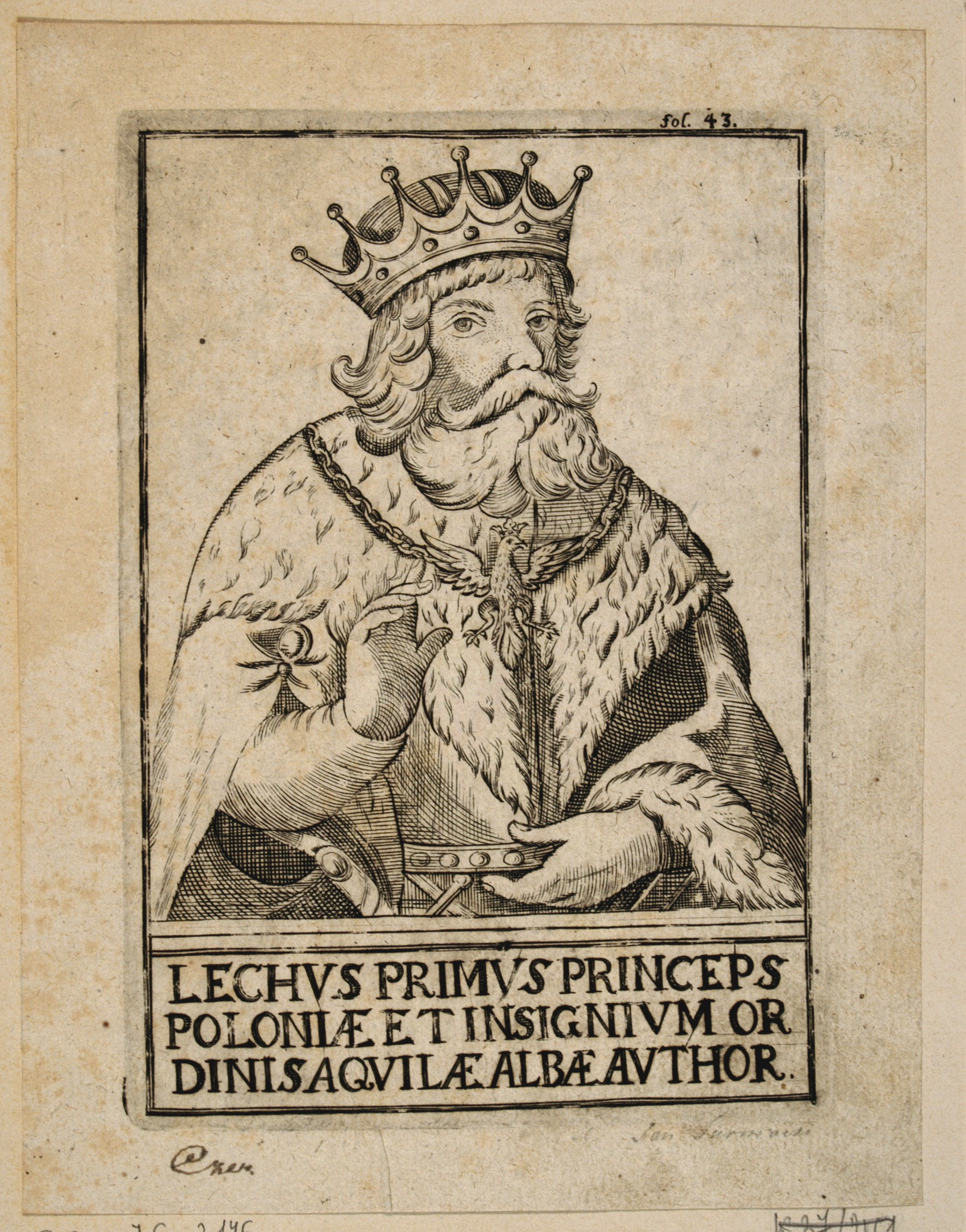
Représentation du légendaire souverain Lech, avec en description : « Lech, premier prince de Pologne ».

Lechia est un ancien nom de la Pologne,. Il provient de celui du fondateur légendaire et supposé premier dirigeant du pays, Lech (un prénom courant aujourd'hui). Cette racine survit dans plusieurs langues européennes et dans certaines langues d'Asie centrale et du Moyen-Orient :
- Lenkija en lituanien
- Lehia en roumain
- Lengyelország en hongrois
- Lehastan en arménien
- Léhistan en turc ottoman[6],[7], gagaouze, koumyk et en tatar de Crimée
- Лихѧна (Lixęna) en slavon d'église
- Лахьыбзэ (Laḥəbză) en kabarde
- Лаҳистон (Lahiston) en tadjik
- Lahistān/Lehestān (لهستان) en persan[7] et en ourdou
- Λεχία (Lekhía) en grec
- Läxstan en tatar, bachkir et en tatar de Sibérie
- Liachistan, Liachija, Lech Jer, Liach, Liach Bijligi en karaïm

Des noms similaires étaient utilisés dans des langues plus anciennes, telles que :
- Lechitarum en latin
- Leasir en vieux norrois

Plusieurs organisations sportives polonaises ont adopté le nom de Lechia, telle que la Lechia Gdańsk, la Lechia Lwów et la Lechia Zielona Góra. En République populaire de Pologne, la succursale Nivea basée à Poznań a été nommée Fabryka Kosmetyków Pollena-Lechia (Usine de cosmétiques Pollena-Lechia).
Les tribus polonaises précédant l'établissement d'un État polonais proprement dit sont appelées tribus léchites.
Le polonais et plusieurs langues apparentées constituent les langues léchitiques.

## Exonymes
Des variantes de l'endonyme Polska sont devenues des exonymes dans d'autres langues.

### Dans les langues slaves
Les langues slaves occidentales telles que le tchèque et le slovaque présentent une ressemblance particulière avec l'endonyme polonais :
- Cachoube : Pòlskô
- Tchèque : Polsko
- Slovaque : Poľsko
- Serbo-croate : Пољска / Poljska
- Slovène : Poljska
- Biélorusse : Польшча, Pol'chtcha
- Ukrainien : Польща, Pol'chtcha
- Russe : Польша, Pol'cha
- Bulgare : Полша, Polcha
- Macédonien : Полска, Polska

Les langues non slaves qui ont emprunté au slave comprennent :
- Abkhaze : Польша, Ṗol'ša
- Azerbaïdjanais, gagaouze : Polşa
- Bachkir, kazakh, kirghize, tatar, turkmène : Польша, Polşa
- Langue standard nord-coréenne : 뽈스까 Ppolsŭkka
- Ouzbek : Польша, Polcha
- Ouïghour : پولشا, Polcha

### Dans les langues romanes
En latin, principale langue écrite du Moyen Âge, l'exonyme de Pologne est devenu Polonia. Ce nom devint plus tard la base du nom de la Pologne dans toutes les langues romanes :
- Catalan : Polònia
- Occitan : Polonha
- Français : Pologne
- Italien, galicien, roumain, castillan : Polonia
- Portugais du Portugal : Polónia
- Portugais brésilien : Polônia

De nombreuses autres langues utilisent une variante du nom latin : 
- Albanais : Polonia
- Arabe : بولونيا Būlūniyā
- Grec : Πολωνία, Polōnía
- Maltais : Polonja
- Géorgien : პოლონეთი, Poloneti

### Dans les langues germaniques
Les Allemands, voisins occidentaux de la Pologne, appelaient le pays Polen. D'autres langues germaniques utilisent des exonymes apparentés :
- Néerlandais, danois, suédois, norvégien : Polen
- Anglais : Poland
- Islandais, Féroïen : Pólland
- Yiddish : Poyln

Les langues non germaniques ayant emprunté leur mot pour la Pologne à une langue germanique comprennent :
- Arabe : بولندا, Būlandā
- Espéranto : Pollando, Polio / Polujo
- Hébreu : Polín
- Indonésien : Polandia
- Irlandais : An Pholainn
- Japonais : ポーランド, Pōrando
- Chinois : 波兰 (simplifié) ou 波蘭 (traditionnel), Bōlán
- Langue standard sud-coréenne : 폴란드, Pollandeu
- Vietnamien : Ba Lan

### Autres
Les Lendiens, une tribu proto-polonaise qui vivait autour du confluent de la Vistule et du San (au sud-est de la Pologne) sont la source d'un autre exonyme. Le nom de la tribu vient probablement du mot proto-polonais lęda, qui signifie « terre brûlée ». Leur nom a été emprunté pour désigner la Pologne, notamment par les peuples qui vivaient à l'est ou au sud du pays :
- лях (lyakh) est un terme utilisé dans les langues slaves orientales. Il apparaît également dans la littérature polonaise sous la variante de Lachy, synonyme de « Polonais » et de « Pologne » utilisé par les personnages slaves de l'Est. La Podlachie, région polonaise à la frontière biélorusse, tire son nom de la même racine. Lachy Sądeckie (pl) est le nom d'un petit groupe culturel basé autour de Nowy Sącz dans le sud de la Petite-Pologne.
- Lituanien : Lenkija
- Hongrois : Lengyelország
- Persan : لهستان, Lahestan. Le mot combine la racine Lah avec le suffixe persan commun -stān, qui signifie « la terre de ».
- Turc : Lehistan emprunt au persan. Ce terme est désormais considéré comme obsolète et remplacé par Polonya[8].
- Arménien : Լեհաստան Lehastan : a également été emprunté au persan.

## Mots apparentés
Certains mots courants dérivent d'exonymes de la Pologne dans diverses langues.
- Alla polacca, « à la polonaise » (en notation musicale) ;
- Polacre, un type de voilier du XVIIe siècle ;
- Polka, une danse et un genre de musique de danse originaire de Bohême ;
- Polonaise, une danse d'origine polonaise ;
- Pologne, nom donné aux Haïtiens polonais ;
- 1112 Polonia, un astéroïde ;
- Polonium, un élément chimique ;
- Polska, danse d'origine suédoise ; du suédois polska, « polonais » ;
- Poulaines, un type de chaussures populaire au XVe siècle en Europe ; du vieux français polain, « polonais » ;
- Polonia, terme désignant les personnes d'origine polonaise vivant hors de Pologne et dans d'autres pays.